# Гебезе
Гебезе (њем. Gebesee) град је у њемачкој савезној држави Тирингија. Једно је од 55 општинских средишта округа Земерда. Према процјени из 2010. у граду је живјело 2.222 становника. Посједује регионалну шифру (AGS) 16068014.

## Географски и демографски подаци
Гебезе се налази у савезној држави Тирингија у округу Земерда. Град се налази на надморској висини од 153 метра. Површина општине износи 24,0 km². У самом граду је, према процјени из 2010. године, живјело 2.222 становника. Просјечна густина становништва износи 92 становника/km².